# وودلند، نیوجرسی
وودلند (به انگلیسی: Woodland Township) شهری در ایالت نیوجرسی کشور ایالات متحده آمریکا است که جمعیت آن در سرشماری سال ۲۰۱۰ میلادی، ۱٬۷۸۸ نفر بوده‌است.